# Marrion Roe
Marrion Douglass Roe (geboren 3. April 1935 in Invercargill; gestorben 29. Juni 2017 in Whangārei), verheiratete Marrion Beck, war eine neuseeländische Schwimmerin.

## Karriere
Roe, die aus dem äußersten Süden Neuseelands stammte, zog im Laufe ihres Lebens nach Hamilton auf der Nordinsel und startete bei nationalen Meisterschaften für Waikato.
Bei nationalen Schwimmmeisterschaften konnte sie erstmals 1952 den Sieg erringen, als sie im Freistilschwimmen über 110 Yards den ersten Platz belegte.
Diesen Titel konnte sie in den Folgejahren von 1953 bis 1956 stets verteidigen. In den Jahren 1954 und 1956 wurde sie zudem neuseeländische Meisterin über die doppelte Distanz und 1956 gewann sie zudem über 440 Yards Freistil den Titel.
International trat Roe bei zwei Großveranstaltungen in Erscheinung. Bei den British Empire and Commonwealth Games 1954 im kanadischen Vancouver konnte sie über ihre Paradedisziplin, die 110 Yards Freistil, den vierten Platz erringen. Über 440 Yards hingegen schied sie bereits in der Vorrunde aus.
Bei den Olympischen Sommerspielen 1956 in Melbourne wurde sie über 100 m Freistil in einer Zeit von 1:05,6 Minuten Siebte. Über die vierfache Distanz kam sie auch hier nicht über die Vorläufe hinaus.
Ihre persönliche Bestleistung schwamm sie 1955, als sie die 100 Yards in 59,0 Sekunden absolvierte. Dies war zu diesem Zeitpunkt die schnellste je auf der Südhalbkugel erzielte Zeit. Sie blieb damit nur 0,9 Sekunden über dem Weltrekord der US-Amerikanerin Judy Braskamp.
Roe war von 1957 bis zu dessen Tod 2010 mit John Aitchison Beck, dem Leiter des Waikato Swimming Center verheiratet.
Sie starb im Juni 2017 im Alter von 88 Jahren.